# Bloodhound Gang
Bloodhound Gang je americká rocková hudební skupina z Pensylvánie, která hraje alternativní comedy rock a jejíž písničky jsou plné typického satirického humoru. Skupina byla založena v roce 1992.

## Historie

### Začátky
Skupina Bloodhound Gang byla založena v roce 1992 jako alternativní skupina Bang Chamber 8. Jejími členy byli Jimmy Pop a Daddy Long Legs, absolventi střední školy Perkiomen Valley. Vydali titulní nahrávku a podle jejího názvu změnili název skupiny na Bloodhound Gang jako odkaz na dětský detektivní seriál televize PBS „The Bloodhound Gang“, který byl vysílán v rámci pořadu pro děti 3-2-1 Contact.
Protože nedokázali najít jiné místo, skupina poprvé vystupovala v pokoji domu Jareda Hasselhoffa za cigarety Marlboro, pivo Schlitz a šanci dostat někam první demo nahrávku Just Another Demo. Později začali hrát každý měsíc v newyorském klubu CBGB.
V dubnu roku 1994 skupina vydala druhou demo nahrávku s názvem The Original Motion Picture Soundtrack to Hitler's Handicapped Helpers. Díky tomu dostal Bloodhound Gang smlouvu s nahrávací společností Cheese Factory Records.
V létě roku 1994 Jimmy Pop dostal malou roli v krátkém nezávislém filmu nezávislého režiséra Kurta Fitzpatricka - The Chick That Was Naked, zároveň Jimmyho skupina nahrála písničku na soundtrack filmu.
V listopadu téhož roku Bloodhound Gang vydal první EP pod názvem Dingleberry Haze.

### Use Your Fingers
V březnu roku 1995 skupina Bloodhound Gang podepsala smlouvu se společností Columbia Records a vydala první studiové album s názvem Use Your Fingers. Začala koncertovat po Spojených státech. Tehdy Daddy Long Lengs a M.S.G., nespokojení se službami Columbia Records, opustili kapelu a založili vlastní rapovou skupinu Wolfpac. Jejich náhradou se stali basák Evil Jared Hasselhoff a klávesista Tard-E-Tard. Po skončení turné opustili skupinu dva členové, Skip O'Pot2Mus a Tard-E-Tard, a byla ukončena smlouva s Columbia Records.

### One Fierce Beer Coaster
V březnu roku 1996 skupina s kompletně novou sestavou členů nahrála druhé studiové album nazvané One Fierce Beer Coaster. Jeho prvním vydavatelem byla společnost Cheese Factory Records (nynější Republic Records) a druhým v roce 1998 Geffen Records. Obal prvního vydání byl vytvořen Michaelem Calleiem z Industrial Strength Design a obsahuje pivní tácek. Odehráli první „opravdové turné“ po Evropě a USA (členové skupiny údajně prohlásili, že „toto je první turné, na které nemusí přijet žádný z rodičů, aby odvezl skupinu poté, co se rozbije dodávka“). Toto album obsahuje Fire Water Burn, píseň která se objevila ve filmu Fahrenheit 9/11 aby naznačila, že se někteří američtí vojáci v Iráku nechovali dost lidsky.

### Hooray for Boobies
Dne 29. února 2000 bylo vydáno třetí studiové album s názvem Hooray for Boobies. Na tomto albu vyšel i hit The Bad Touch, se kterým uspěli na dvou turné po Evropě, kde se skupina stala velmi populární. V Německu se singly The Bad Touch dostal na první místo v žebříčku. Prodalo se přes pět milionů alb.
Kapela vystupovala na známém českém festivalu Rock for People také v roce 2000
V roce 2003 skupina vydala DVD nazvané One Fierce Beer Run, které zaznamenává turné k albu One Fierce Beer Coaster.

### Hefty Fine
Nejnovější album s názvem Hefty Fine bylo vydáno 27. září 2005. Spolu s albem byly vydány singly Foxtrot Uniform Charlie Kilo a Uhn Tiss Uhn Tiss Uhn Tiss.
Na začátku roku 2006 opustil skupinu po vzájemné dohodě bubeník Willie the New Guy. Byl nahrazen bubeníkem se jménem The Yin (Adam Perry) ze skupiny A.
Skupina také několikrát účinkovala v pořadech MTV Jackass, Viva La Bam, CKY4 a The Howard Stern Show.

### Současnost
Nový singl s názvem Screwing You On The Beach At Night byl vydán 17. července 2007 přes iTunes, videoklip pro tuto písničku byl vydán 20. srpna 2007 na Youtube. Videoklip je parodií na klip z roku 1989 Wicked Game od Chrise Isaaka. A v roce 2010 bylo vydáno Album (Show Us Your Hits), které obsahuje jejich největší hity, i nové písně.

## Členové

### Nynější sestava
- Jimmy Pop – hlavní vokály, kytara
- Denial P.Carter – kytara
- Evil Jared Hasselhoff – basová kytara
- DJ Q-Ball – klávesy, samply, vedlejší vokály
- The Yin – bubny, perkuse

### Bývalí členové
- Daddy Long Legs – vokály, basová kytara
- M.S.G. – klávesy
- Skip O'Pot2Mus – vokály, bubny
- Tard-E-Tard – klávesy
- Spanky G – bubny
- Willie The New Guy – bubny

## Diskografie
- Use Your Fingers (1995)
- One Fierce Beer Coaster (1996)
- Hooray for Boobies (1999)
- Hefty Fine (2005)
- Hard-Off (2015)